# Brændstofblandinger med ætanol
Bio95 (også kaldet E05) er et biobrændstof bestående af blyfri 95 oktan benzin, med 5 % 1. generations bioætanol.
Bio95 blev introduceret i Danmark den 30. maj 2006 af olieselskabet Statoil, der sælger produktet igennem deres servicestationer.
E10 er en type biobrændstof med et indhold på 10% bioætanol og 90% benzin.
På det svenske marked er al benzin "E05" som er det samme som "Bio95". I Sverige sælger nogle tankstationer yderligere E 85 som består af 85 % ethanol og 15 % benzin. Det kræver dog specieltilpasning af motorens indsprøjtning og tænding for bilen kan fungere på en så høj andel ætanol.
| Energi | Spire Denne artikel om produktion, distribution og forbrug af energi er en spire som bør udbygges. Du er velkommen til at hjælpe Wikipedia ved at udvide den. |